# Cervesina
Cervesina ist eine norditalienische Gemeinde (comune) mit 1122 Einwohnern (Stand 31. Dezember 2023) in der Provinz Pavia in der Lombardei. Die Gemeinde liegt etwa 17,5 Kilometer südwestlich von Pavia in der Oltrepò Pavese. Hier fließt die Staffora in den Po. In Cervesina befindet sich auch die Motorsport-Rennstrecke Tazio Nuvolari.

## Weblinks

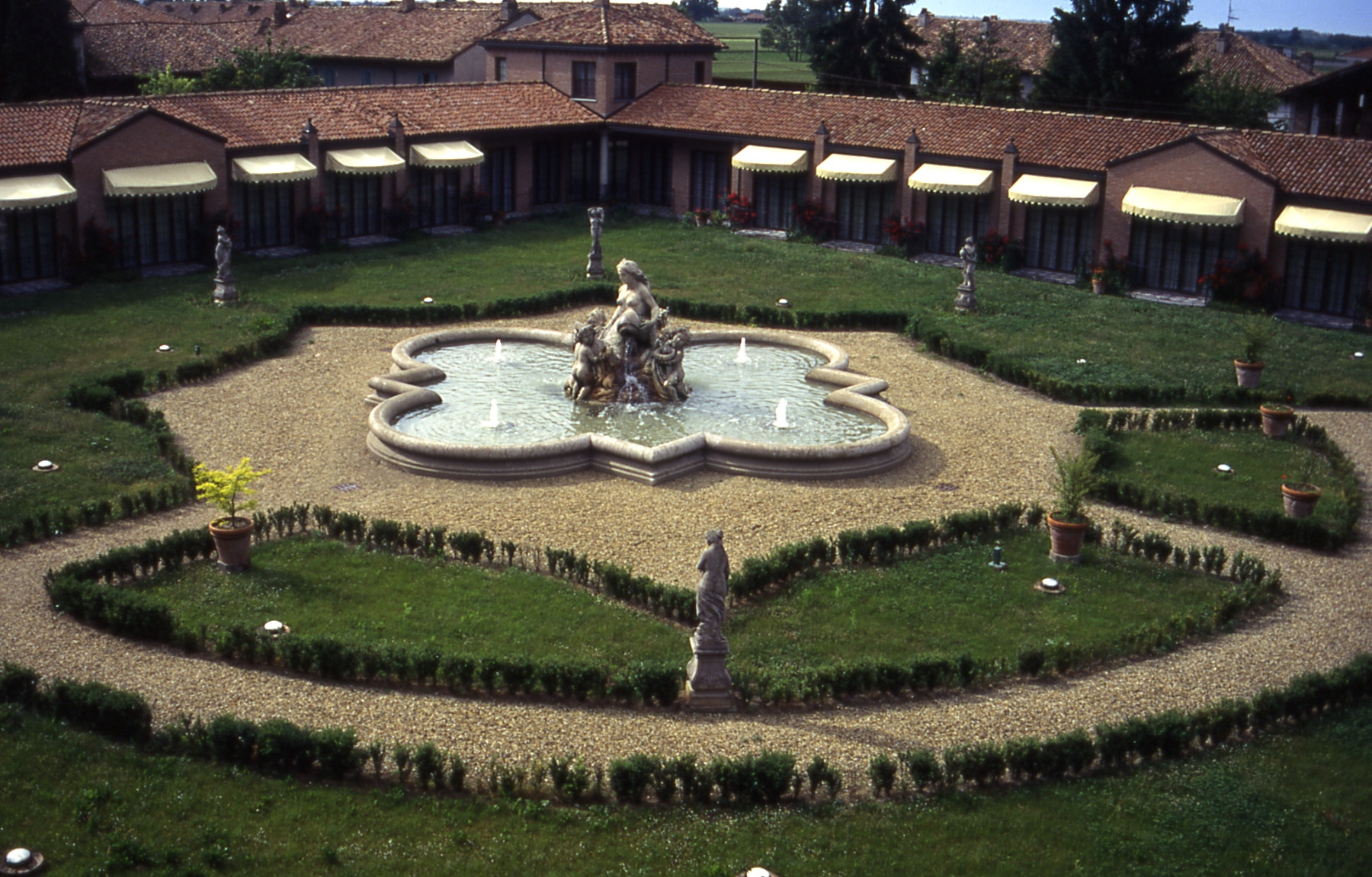
Garten im „Castello di San Gaudenzio“ (Hotel) bei Cervesina